# Scoparia stotzneri
Scoparia stotzneri là một loài bướm đêm trong họ Crambidae.